# NGC 888
NGC 888 je galaksija u zviježđu Sat.

## Vanjske poveznice
- SEDS: NGC 888